# Angelica
Angelica este un gen de plante erbacee, aromatice, bienale sau perene, din familia Apiaceae, originar din regiunile emisferei nordice.

## Specii
Angelica aculeolata  •  Angelica acutiloba  •  Angelica adzharica  •  Angelica alba  •  Angelica alpina  •  Angelica altissima  •  Angelica ampla  •  Angelica amurensis  •  Angelica angelicastrum  •  Angelica angelicifolia  •  Angelica angustifolia  •  Angelica anomala  •  Angelica apaensis  •  Angelica apiifolia  •  Angelica aquilegifolia  •  Angelica archangelica  •  Angelica arenaria  •  Angelica arguta  •  Angelica atropurpurea  •  Angelica balangshanensis  •  Angelica biserrata  •  Angelica boissieuana  •  Angelica boninensis  •  Angelica brachyradia  •  Angelica bracteata  •  Angelica brevicaulis  •  Angelica breweri  •  Angelica calcarea  •  Angelica californica  •  Angelica callii  •  Angelica calloso-serrata  •  Angelica canbyi  •  Angelica candollei  •  Angelica cartilagino-marginata  •  Angelica carvifolia  •  Angelica caudata  •  Angelica ceretanica  •  Angelica chaerophyllea  •  Angelica chinghaiensis  •  Angelica cincta  •  Angelica citriodora  •  Angelica commutata  •  Angelica confusa  •  Angelica controversa  •  Angelica coreana  •  Angelica crucifolia  •  Angelica cryptotaeniifolia  •  Angelica curtisii  •  Angelica cyclocarpa  •  Angelica czernaevia  •  Angelica dahurica  •  Angelica dailingensis  •  Angelica daucoides  •  Angelica dawsoni  •  Angelica decipiens  •  Angelica decurrens  •  Angelica decursiva  •  Angelica dentata  •  Angelica dieffenbachii  •  Angelica dielsii  •  Angelica dilatata  •  Angelica discocarpa  •  Angelica dissoluta  •  Angelica distans  •  Angelica diversicolor  •  Angelica donatiana  •  Angelica duclouxii  •  Angelica dura  •  Angelica ebulifolia  •  Angelica edulis  •  Angelica elata  •  Angelica elatior  •  Angelica elgonense  •  Angelica erythrocarpa  •  Angelica fallax  •  Angelica fargesii  •  Angelica fischeri  •  Angelica flaccida  •  Angelica flavescens  •  Angelica florenti  •  Angelica formosana  •  Angelica forrestii  •  Angelica forsterana  •  Angelica furcijuga  •  Angelica geniculata  •  Angelica genuflexa  •  Angelica gigas  •  Angelica gingidium  •  Angelica glabra  •  Angelica glauca  •  Angelica globifera  •  Angelica gmelini  •  Angelica gmelinii  •  Angelica gracilis  •  Angelica graveolens  •  Angelica grayi  •  Angelica grosseserrata  •  Angelica hakonensis  •  Angelica harae  •  Angelica hendersoni  •  Angelica hendersonii  •  Angelica henryi  •  Angelica herminii  •  Angelica heterecarpa  •  Angelica hirsuta  •  Angelica hirsutiflora  •  Angelica hultenii  •  Angelica ibukiensis  •  Angelica illyrica  •  Angelica inaequalis  •  Angelica integrifolia  •  Angelica intermedia  •  Angelica involucellata  •  Angelica iwatensis  •  Angelica jaluana  •  Angelica japonica  •  Angelica kangdingensis  •  Angelica kawakamii  •  Angelica keiskei  •  Angelica kingii  •  Angelica kiusiana  •  Angelica komarovii  •  Angelica koreana  •  Angelica laevigata  •  Angelica laevis  •  Angelica lancifolia  •  Angelica laurentiana  •  Angelica laxifoliata  •  Angelica leporina  •  Angelica levisticum  •  Angelica lignescens  •  Angelica likiangensis  •  Angelica lineariloba  •  Angelica litoralis  •  Angelica lobata  •  Angelica longicaudata  •  Angelica longipedicellata  •  Angelica longipes  •  Angelica longiradiata  •  Angelica lucida  •  Angelica lyallii  •  Angelica macrocarpa  •  Angelica macrophylla  •  Angelica maculata  •  Angelica major  •  Angelica maowenensis  •  Angelica maritima  •  Angelica matsumurae  •  Angelica maximowiczii  •  Angelica mayebarana  •  Angelica megaphylla  •  Angelica mexicana  •  Angelica minamitanii  •  Angelica minor  •  Angelica miqueliana  •  Angelica mixta  •  Angelica mongolica  •  Angelica montana  •  Angelica morii  •  Angelica morrisonicola  •  Angelica mukabakiensis  •  Angelica multicaulis  •  Angelica multisecta  •  Angelica myriostachys  •  Angelica nakaiana  •  Angelica nelsoni  •  Angelica nemorosa  •  Angelica nikoensis  •  Angelica nitida  •  Angelica norvegica  •  Angelica nubigena  •  Angelica nuristanica  •  Angelica officinalis  •  Angelica omeiensis  •  Angelica oncosepala  •  Angelica oreada  •  Angelica oreoselinum  •  Angelica ostruthium  •  Angelica pachycarpa  •  Angelica pachyptera  •  Angelica paeoniifolia  •  Angelica paludapifolia  •  Angelica palustris  •  Angelica pancicii  •  Angelica paniculata  •  Angelica pastinaca  •  Angelica peucedanoides  •  Angelica pinnata  •  Angelica pinnatiloba  •  Angelica piperi  •  Angelica polycarpa  •  Angelica polyclada  •  Angelica polymorpha  •  Angelica porphyrocaulis  •  Angelica pratensis  •  Angelica pringlei  •  Angelica procera  •  Angelica pseudo-selinum  •  Angelica pseudo-shikokiana  •  Angelica pubescens  •  Angelica purpurascens  •  Angelica pyrenaea  •  Angelica razulii  •  Angelica refracta  •  Angelica reuteri  •  Angelica rivulorum  •  Angelica rosaefolia  •  Angelica roseana  •  Angelica roylei  •  Angelica rubrivaginata  •  Angelica rupestris  •  Angelica ruthenica  •  Angelica sachalinensis  •  Angelica sachokiana  •  Angelica sativa  •  Angelica saxatilis  •  Angelica saxicola  •  Angelica scaberula  •  Angelica scabra  •  Angelica scabrida  •  Angelica schishiudo  •  Angelica scotica  •  Angelica seatoni  •  Angelica setchuenensis  •  Angelica shikokiana  •  Angelica sibirica  •  Angelica sieboldi  •  Angelica sikkimensis  •  Angelica sinanomontana  •  Angelica sinuata  •  Angelica smithii  •  Angelica songorica  •  Angelica songpanensis  •  Angelica stenoloba  •  Angelica strattoniana  •  Angelica sylvestris  •  Angelica taiwaniana  •  Angelica takeshimana  •  Angelica tarokoensis  •  Angelica tatianae  •  Angelica tenuifolia  •  Angelica tenuisecta  •  Angelica tenuissima  •  Angelica ternata  •  Angelica tianmuensis  •  Angelica tichomirovii  •  Angelica tomentosa  •  Angelica tournefortiana  •  Angelica traversii  •  Angelica trichocarpa  •  Angelica trifoliata  •  Angelica triloba  •  Angelica triquinata  •  Angelica tschiliensis  •  Angelica tschimganica  •  Angelica tsinlingensis  •  Angelica ubatakensis  •  Angelica uchiyamae  •  Angelica ursina  •  Angelica urticifoliata  •  Angelica utilis  •  Angelica valida  •  Angelica venenosa  •  Angelica veneta  •  Angelica verticillaris  •  Angelica verticillata  •  Angelica villosa  •  Angelica wheeleri  •  Angelica wilsonii  •  Angelica wolffiana  •  Angelica wulsiniana  •  Angelica yabeana  •  Angelica yakusimensis  •  Angelica yoshinagae